# ريتشارد فلاناغان
ريتشارد فلاناغان (بالإنجليزية: Richard Flanagan)‏ كاتب وروائي أسترالي من مواليد 1961 واحد أبرز الكتاب له 6 روايات و 5 كتب في أدب الواقع حاز على عده جوائز منها:
- جائزة كومنولث الكتاب
- جائزة بوكر الأدبية عن رواية الطريق الضيق لعمق الشمال،[3] وهو ثالث أسترالي يفوز بجائزة بوكر الأدبية، إذ سبقه توماس كينيلي في عام 1982 و بيتر كاري و لوشيندا في عام .1988 [4]

## روابط خارجية
- ريتشارد فلاناغان على موقع IMDb (الإنجليزية)
- ريتشارد فلاناغان على موقع الموسوعة البريطانية (الإنجليزية)
- ريتشارد فلاناغان على موقع مونزينجر (الألمانية)
- ريتشارد فلاناغان على موقع ألو سيني (الفرنسية)
- ريتشارد فلاناغان على موقع أول موفي (الإنجليزية)
- ريتشارد فلاناغان على موقع قاعدة بيانات الأفلام السويدية (السويدية)
- ريتشارد فلاناغان على موقع قاعدة بيانات الفيلم (الإنجليزية)
- ريتشارد فلاناغان على موقع كينوبويسك (الروسية)